# 庶民院 (イギリス)
庶民院（しょみんいん、英語: House of Commons of the United Kingdom、略称：the Commons）は、イギリスの議会を構成する議院のひとつで、下院に相当する。
貴族院（House of Lords）と共に両院制の議会を構成している。会期は1年1会期で、通年開会。ただし、休会はある。

## 議員構成
定足数は40人。しかし以前から、定足数確認動議が禁止されているので、事実上は議長のほか与野党1人ずつが出席すれば審議は開始できる。この点、貴族院と同様になった。
2議席以上を有する政党には、2000年より補助的な政党助成制度が導入され、政策開発助成金が支給されるようになった（en:Political Parties, Elections and Referendums Act）。ただし、議会での宣誓もしくは確約も要件にあるため、国王への宣誓を拒否し、そのため登院も拒否しているシン・フェイン党には支給されていない。

### 定数
定数は650人（2010年選挙より）。法律で定められた定数には幅があり、その範囲内で境界委員会（Boundary Commission）が選挙区を制定するため、人口の増減などで変化する。2007年現在、議員一人当たりの人口は約9万4,000人。

### 選挙
選挙制度は、一選挙区・一当選・比較多数・一回投票で、いわゆる単純小選挙区制。
勢力分布としては、20世紀初めまでは自由党と保守党、20世紀初め以降は労働党と保守党による二大政党制が定着している。「主要政党は2つだけ」という状態なわけではなく、かつての二大政党の一方であった自由党の後裔である自由民主党は一定の支持を有し、主要政党党首討論で公共放送のBBCをはじめとする各報道機関の選挙報道で、労働・保守・自民の3党が並ぶのが基本形である。とはいえ自由民主党が第2党になったり現実的に第一党の座を脅かしたことはなく、「第1党と第2党は保守党か労働党」「政権選択の選択肢は保守党か労働党」という状況が続いている。
2010年の総選挙で保守党、労働党のいずれも単独過半数をとることができず（ハング・パーラメント）、その結果として保守党と自民党の連立政権が発足した。一方、その後は公約を次々と反故にし、保守党への「歯止め」役も果たしていない自民党への信頼・支持は2014年までに急速に低下しており、政治に対する不満を抱えた庶民の受け皿としてイギリス独立党 (UKIP)が急速に台頭。2014年には保守党を離党してイギリス独立党から改めて立候補し、補欠選挙を戦って圧勝する議員が相次いで2人誕生するなどしており、2015年の総選挙では自民党に代わり得票率3位（12.6%）となったが、UKIPの地盤は保守党と重複するため1議席に留まった。また、スコットランドでは労働党に代わってスコットランド国民党の支持が拡大し、スコットランドの殆どの選挙区で同党の候補者が当選したため、スコットランド国民党が保守・労働に続く第三党に躍り出ている。
イギリス独立党が公約したEU離脱が国民投票で可決されると、2017年の総選挙では存在意義を失い惨敗し、労働党・自民党はやや勢力を回復した。保守党は第1党を守ったが過半数は失い、北アイルランドの地域政党である民主統一党（DUP）の閣外協力を得て政権を維持した。しかし、2年後の2019年の総選挙では、EU離脱に対する態度を曖昧にした労働党が惨敗し、自民党もスコットランド国民党の勢力拡大などから勢力を落とした。逆に保守党はイングランド北部での労働党勢力を奪い、単独過半数を取り戻した。

#### 代替投票制導入の動き
単純小選挙区制度下においては得票率に比して議席率が小さくなる第三勢力の自由民主党が制度改革を求めている。2010年総選挙がいずれの党も半数を得られない結果となると、代替投票制（優先順位付投票制）導入の是非を問う国民投票の実施を条件として自由民主党は保守党と連立与党を結成する。しかしそれまで賛否伯仲していた代替投票制導入に対する世論は、国民投票が日程に上るようになると反対に大きく傾き、2011年5月5日に行われた国民投票は反対が70％近くという結果となり、代替投票制導入は頓挫した。

#### イングランド、ウェールズ、スコットランド、北アイルランドそれぞれの特色
イギリスは4つの構成要素から成る連合王国であり、国家の中枢的な存在であるイングランドと、ウェールズ、スコットランド、北アイルランドとでは、国会議員当選者の構成がかなり異なる。例えば、イングランドでは主に「保守党か労働党か」という構図が続いてきたが、スコットランドでは保守党は弱小勢力である。また、スコットランド、ウェールズでは、地域政党が無視できない勢力を持っており、2015年の総選挙ではスコットランド国民党がスコットランドの議席のほとんどを取っている。また、北アイルランドに至っては当選者の所属政党は地域政党のみである（ただし、北アイルランドのいくつかの政党にはブリテン島の主要政党との連携がある）。

### 選挙資格と被選挙資格
選挙資格及び被選挙資格は同じで、法律によって定められる。
- 18歳以上のイギリス国民[7]。
- 18歳以上でイギリスに在住するイギリス連邦国民。
- 18歳以上でイギリスに在住するアイルランド国民。

### 任期
任期5年だが、解散の場合には期間満了前に終了する。2011年7月に任期固定制議会法が成立し、庶民院からの不信任決議可決による解散権を除いて、首相は庶民院を解散する場合は、庶民院の3分の2以上の同意が必要となった。しかし、2022年3月24日、2011年議会期固定法を廃止する法律（2022年議会解散・召集法）が制定され、国王大権に基づく議会解散・新議会召集権が復活した。

### 辞任
庶民院の議員は制度上、辞任が許可されていない。その代わりに、就任すると議員資格を失う官職に任命される事で、辞任を実現している。この目的に使われる実態のない名目上の役職として、チルターン・ハンドレッズ執事 (Stewards of the Chiltern Hundreds)、ノースステッド荘園執事 (Stewards of the Manor of Northstead) の2つが使われている。例えばデーヴィッド・キャメロン元首相やジョン・バーコウ元議長はノースステッド荘園執事になることで議員辞職している。

### 院内勢力
| 院内勢力 | 議員数 | 政党（議員数） | 政党（議員数）           | 議席率   | 政党別議席数 |
| 与党     | 0411   |                | 労働党 (411)             | 063.23%  | 政党別議席数 |
| 野党     | 0193   |                | 保守党 (121)             | 018.62%  | 政党別議席数 |
| 野党     | 0193   |                | 自由民主党 (71)          | 0010.92% | 政党別議席数 |
| 野党     | 0193   |                | スコットランド国民党 (9) | 001.38%  | 政党別議席数 |
| 野党     | 0193   |                | 民主統一党 (5)           | 000.77%  | 政党別議席数 |
| 野党     | 0193   |                | リフォームUK (5)         | 000.77%  | 政党別議席数 |
| 野党     | 0193   |                | 緑の党 (4)               | 000.62%  | 政党別議席数 |
| 野党     | 0193   |                | プライド・カムリ (4)     | 000.62%  | 政党別議席数 |
| 野党     | 0193   |                | 社会民主労働党 (2)       | 000.31%  | 政党別議席数 |
| 野党     | 0193   |                | 北アイルランド同盟党 (1) | 000.15%  | 政党別議席数 |
| 野党     | 0193   |                | 伝統的統一の声 (1)       | 000.15%  | 政党別議席数 |
| 野党     | 0193   |                | アルスター統一党 (1)     | 000.15%  | 政党別議席数 |
| 野党     | 0193   |                | 無所属 (6)               | 000.92%  | 政党別議席数 |
| 棄権     | 007    |                | シン・フェイン党 (7)     | 001.08%  | 政党別議席数 |
| 議長     | 001    |                | 議長 (1)                 | 000.15%  |              |
| 欠員     | 001    |                |                          | 000.15%  |              |
| 合計     | 0650   |                |                          | 100.00%  |              |

## 議院組織

### 役員

#### 議長
議長は「スピーカー（Speaker of the House）」と呼ばれる。議事運営のほとんどを司り、金銭法案の認定権を握るなど、権限は大きいが、中立公平を貫き先例に従って慎重に行使するべきとされている。
政府と野党の中立公平を守るために、大臣経験者ではなくあまり政府に関わりの無かった重鎮議員が好まれる。任期は庶民院解散までであるが、総選挙後の新議会でも希望する限りは全会一致で再度選出される習わしである。したがって政権が交代したとしても議長は交代せず、また政府与党と議長の出身政党は必ずしも一致しない。総選挙の際には議長の選挙区には対立党（主に保守、労働、自由民主の主要政党）は候補を出さないなどの配慮がなされる。地域政党やミニ政党が議長の選挙区に対抗馬を立てることはあり、選挙戦が行われる事はある。
議長の引退や死去によって新たな議長を選出する際には、従来は二大政党からそれぞれ一人ずつ候補が出され、両名のうちから記名投票で選出していた。しかし2000年の選挙では与野党とも党内での候補者の絞り込みが行われず、13名の候補者（そのうち1名辞退）が出馬した。その際、従来の方法に習ったため、2名の候補者から1名を選ぶ投票を11度繰り返し、他のすべての候補に勝利したマイケル・マーティンが最終的に選出された。翌年に制度が改正され、2009年の選挙は、全候補者を対象とする無記名投票を行い、過半数を獲得する候補が現れるまで、得票最少の候補と得票率5％未満の候補を除いて投票を繰り返す方法で行われた。出馬には12名以上の議員の推薦が必要であるが、そのうち3名以上は候補者と異なる政党に属していなければならない。また複数候補への推薦かけもちは認められない。
かつては法服とかつらをまとう慣行があったが、1992年に女性として初の議長となったベティ・ブースロイドがかつらの使用をとりやめ、後継の男性議長らもかつらを着用していない。またマーティン以降は服装も簡略化されている。
新しい議長が選出された際には、複数の議員に強引に手を引かれて壇上の議長席へ向かう慣例がある。これはかつて、国王を恐れず議会の意思を述べた議長が投獄されたり、国王に配慮を見せた議長が怒った議員に拉致されたりするなど、受難の歴史が多々あり、新議長は身を守るため辞退を申し出て、それでも無理やり議長席に連れていった時代があったからである。議長の身の危険がなくなってからも、慣例として当時の様子が演じられる。

#### 副議長
副議長の定員は3名で、歳入委員長と歳入副委員長を兼務する。副議長は、本会議の議事宰領を議長と交代で担当する。また本会議場で行われる全院委員会は副議長のみが担当する。議長同様に不偏不党の立場で職務に臨むが、議長と異なり議会選挙の際は政党公認候補として出馬し、対抗候補も立てられる。
議員6人以上10人以下の推薦が必要で、単記移譲式投票で選出する。ただし議長を含めた4人のうち、全員を同じ性別とせず、かつ出身政党を与野党同数とする当選枠が適用される。

#### 院内総務
与党の院内総務は内閣閣僚の一員で、首相により任命される。

### 議事運営
法案は三読会制。伝統的に本会議（ないし全院委員会）審議を重視してきたが、最近は案件別（日本や米国のような所轄省庁別ではなく）常任委員会の設置など、委員会制度化へ向けての取り組みも見られる。金曜日を除き8時間を超えるロングラン本会議である。しかも会期中平日は毎日開会されている。
その上、終了間際に延会動議が提出され、それの審議のためと称してさらに30分ほど審議を続行する。この30分間は毎日一人ずつの議員が、自分の選挙区の問題や社会の関心を集めている問題について政府に質問し対応を求める時間として使われており、特に無名の平議員にとっては活躍のチャンスとなる。

### 議事日程
一般的な議事日程は以下の通りである（11:30開始の場合）
- 11:30 -
  - 祈祷（Prayers）- 司祭により行われ、議長が着席する
  - 諸手続
- 11:35
  - 口頭質問（Oral Questions）- 大臣に対する質問
- 12:00
  - 首相への口頭質問 - いわゆるクエスチョンタイム。水曜のみ
- 12:30 以降は討論（Debate）の時間となる。
  - 政府報告 - 政府の方針や重要事項などがあれば大臣が発表
  - 政府提出法案（Public Bill）の討論と採決
  - 緊急討論（Emergency Debate）
- 19:00
  - 延会討論（Adjournment Debate）
- 19:30 延会

基本的な開会時間は以下のとおり。ただし、開会時間は基本的なもので、自由に変更できる。
- 月曜 - 14:30-22:30
- 火曜 - 14:30-22:30
- 水曜 - 11:30-19:30
- 木曜 - 10:30-18:30
- 金曜 - 9:30-15:30（ただし金曜に開会することは少ない）

## 庶民院の優越
名誉革命期に議会の主導権を握るようになった庶民院の貴族院に対する優越は、18世紀以降に確立していった。1861年に貴族院がウィリアム・グラッドストン蔵相の予算案を否決する出来事があったが、最終的に貴族院が譲歩した形となり、これが慣習として定着した。庶民院の優越は、1911年に制定された議会法（イギリスの憲法を構成する成文法の一）によって成文化した。
連続2会期（つまり足かけ2年）、庶民院で可決した法案は、貴族院が否決・修正しても、庶民院案のまま法律となる。貴族院は成立を13か月引き延ばせるだけということになる。金銭法案であると庶民院議長が認定した法案は、貴族院で1か月しか成立を遅らせることができない。
貴族院で不信任されても首相は辞職の必要はないが、庶民院が不信任した場合、首相及び内閣は国王に庶民院を解散するよう助言し庶民院を解散するかまたは総辞職しなければならない。首相信任への優越は憲法的習律（慣習法）である。

## 歴史

### 庶民の召集される議会の誕生
かつて王会（キュリア・レジス、Curia Regis）から発展した英国議会「The Parliament」は貴族と国王が中心だったが、1264年にシモン・ド・モンフォールが反乱を起こし、1265年に彼が招集した議会では各州を代表する2名の騎士と各特権都市を代表する2名の市民（ブルジョワ）が選ばれて招集された。註：ここで言う庶民（Commoner）とは、貴族（Peer）ではないという意味で、選ばれるのは騎士とブルジョワであり、いわゆる一般庶民ではない。
その後、1295年にエドワード1世がこの方式を採り入れて招集した議会は「模範議会」と呼ばれ、後世の議会召集のモデルとなった。

### 庶民院の独立と発展

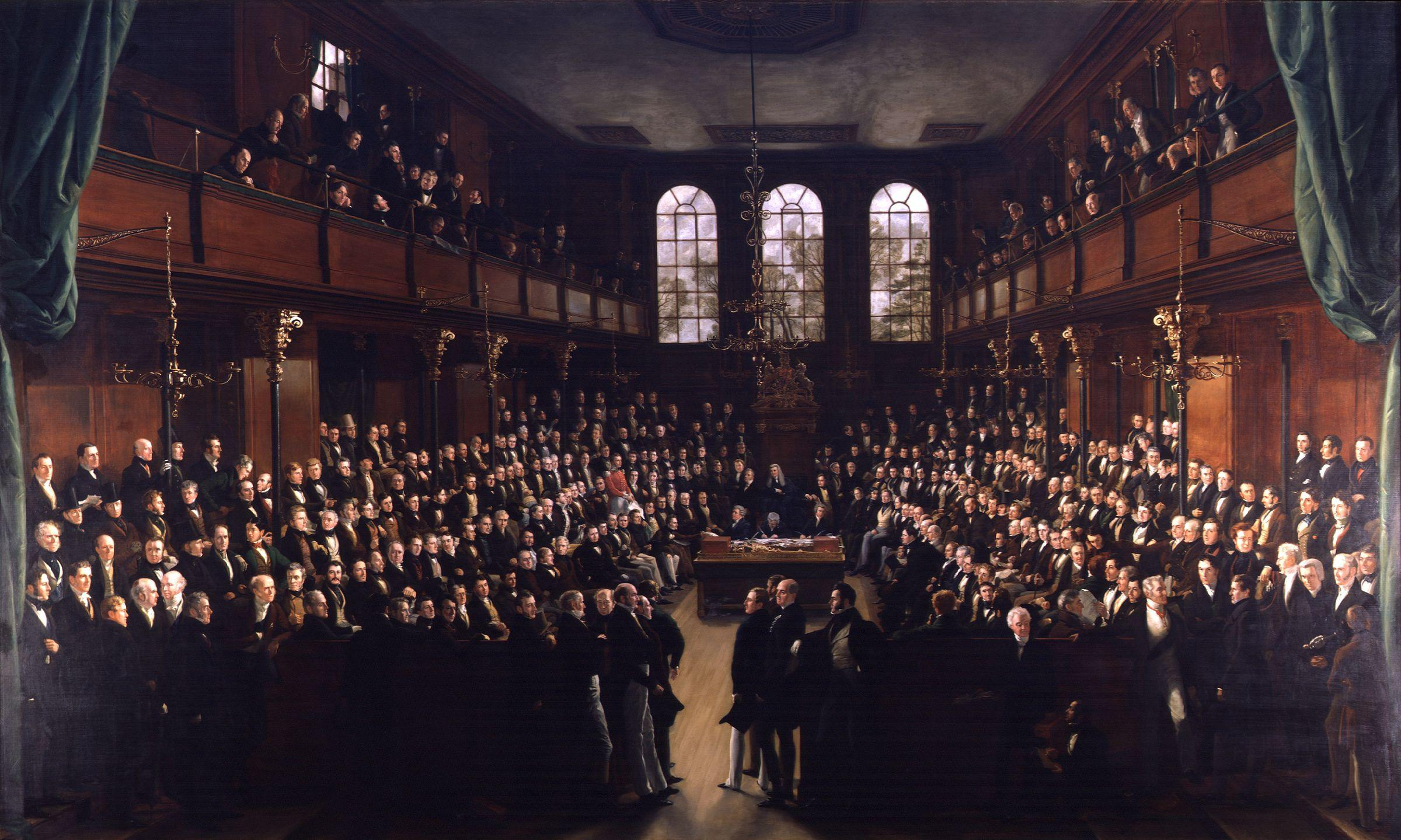
1833年の庶民院を描いた絵

当初は庶民は貴族たちと一緒に会議を開いていたが、貴族の前では自由に発言しにくい問題があった。そのため、エドワード3世の頃に本会議から分かれて協議をするようになった。その後に国王と貴族が待つ本会議へ一同出向き、議長が代表して庶民の決議を伝えた（議長を「speaker」と呼ぶのは、これに由来する）。
こういった歴史的経緯から、議長は国王の不興を買いやすかったため、議長が選ばれた際には、新しい議長はその危険な職務を嫌がる仕草を見せ、それをまわりの議員が無理矢理議長席に連れて行くというパフォーマンスが儀式となって残っており、ジェフリー・アーチャーの小説『めざせダウニング街10番地』でも、この儀式が描写されている。
2003年6月、折り丸められた新聞紙で作るミルウォール・ブリック対策として、傍聴者が新聞紙を持ち込むことを禁じた。
- 大臣をめぐる国王との戦い～貴族院とともに
イギリス革命、チャールズ1世、クロムウェル、名誉革命後のホイッグ時代
- 選挙権の拡大～国民による支持・政党の強化・内閣による指導
グレイ、ディズレーリ、グラッドストン、ロイド・ジョージの「クーポン選挙」
- 貴族院との戦い
アスキス内閣、アトリー内閣、ブレア内閣